# Cieszyn Uniwersytet
Cieszyn Uniwersytet – przystanek kolejowy w Cieszynie zbudowany w ramach rewitalizacji linii kolejowej nr 190 ze Skoczowa do Cieszyna. Przystanek jest zlokalizowany niedaleko strefy przemysłowo-handlowej, na wysokości 279 m n.p.m. Otwarcie obiektu nastąpiło 4 września 2022 roku wraz z uruchomień połączeń pasażerskich z Cieszyna do Skoczowa.